# Valentina Kogan
Valentina Kogan (født 19. marts 1980) er en håndboldmålmand fra Argentina. Hun spiller på Argentinas håndboldlandshold.
Hun deltog under VM 2011 i Brasilien.